# هیگاشی-کو، ناگویا
هیگاشی-کو، ناگویا (به لاتین: Higashi-ku, Nagoya) یک منطقهٔ مسکونی در ژاپن است که در ناگویا واقع شده‌است. هیگاشی-کو ۷٫۷ کیلومترمربع مساحت و ۷۴٬۳۳۴ نفر جمعیت دارد.